# Ludwik Decjusz
Justus Ludwik Decjusz (ur. ok. 1485 w Wissembourgu, zm. 26 grudnia 1545), znany także jako Jost Ludwig Dietz, Just, Jodocus Ludovicus Decius, Ludwik Decjusz Jodok – pochodzący z Alzacji krakowski dyplomata, historyk, ekonomista, finansista i sekretarz króla Zygmunta Starego, później jego doradca i zwierzchnik mennic koronnych.

## Życiorys
Syn Jakuba, burmistrza rodzimego Wissembourga. Nigdy nie ukończył studiów wyższych. W wieku 15 lat opuścił swój kraj i osiadł na Morawach, gdzie parał się kupiectwem, zajmował się problemami górnictwa i sprawami monetarnymi. Rok 1507 spędził w Tyrolu, skąd wyruszył na Węgry, by na przełomie 1507/1508 przybyć do Krakowa. Początkowo był protegowanym, sekretarzem i współpracownikiem Jakuba Bonera, królewskiego bankiera, twórcy i zarządcy żup solnych Wieliczki i Bochni. W 1515 roku w imieniu Bonera objął nadzór nad żupami solnymi Wieliczki i Bochni.

Przygotowywał ślub króla z Boną Sforza. W 1517 roku wyjechał do Wenecji, gdzie zakupił dla króla pierścień zaręczynowy i bogato zdobione tkaniny, które miały uświetnić uroczystość zaślubin.

W 1520 roku, dzięki poparciu Piotra Tomickiego objął stanowisko sekretarza Zygmunta Starego. Później był jego doradcą i zwierzchnikiem mennic koronnych. Został mianowany przez króla zarządcą mennic w Krakowie i Toruniu, a potem także w Królewcu.

Od króla otrzymał zadanie przeprowadzenia reformy pieniądza w Koronie, na Litwie i Księstwie Pruskim. Program reformy zawarł w dziele „De monetae cussione ratio” („Traktat o biciu monety”) z 1525 roku. Projekt Decjusza został przyjęty przez sejm piotrkowski i właśnie jemu wraz z podskarbim koronnym Krzysztofem Szydłowieckim powierzono wykonanie uchwał sejmowych i przeprowadzenie w 1526 i 1528 reformy polskiego systemu monetarnego.

Zajmował się także działalnością charytatywną i społeczną: nadzorował m.in. restaurację wyższej wieży kościoła Mariackiego w Krakowie, był rajcą krakowskim, prowizorem szpitala św. Rocha (przy ul. Szpitalnej w Krakowie; dziś już nieistniejący) i wójtem piotrkowskim
Będąc człowiekiem wszechstronnie utalentowanym i wytrawnym dyplomatą, Justus Decjusz w krótkim czasie stał się w Krakowie bardzo wpływową postacią, cieszył się także szacunkiem i przyjaźnią najwybitniejszych humanistów Europy, m.in. Marcina Lutra i Erazma z Rotterdamu. Bliskie stosunki łączyły go z dworem Habsburgów. Od cesarza Maksymiliana I uzyskał tytuł szlachecki, który w 1531 roku został potwierdzony w Polsce (Tęczyńscy przyjęli go do herbu Topór).
Justus Decjusz stopniowo powiększał swój majątek osobisty. W Krakowie kupił Kamienicę Karniowską, czyli „Pod Barany”, która od XVIII wieku wchodziła w skład „pałacu Pod Barany” powstałego z połączenia dwóch sąsiednich kamienic. Zakupił dom w Toruniu, dobra na Śląsku i Księstwie Świdnickim m.in. kopalnię miedzi w miejscowości Kupferberg (obecnie Miedzianka), zamek Bolczów, wsie Janowice i Waltersdorf. Decjusz był również właścicielem kopalń m.in. ołowiu i srebra w Olkuszu.
W roku 1528 kupił część Przegorzał i Wolę Chełmską pod Krakowem (obecnie dzielnica miasta nazywana Wolą Justowską), i przy pomocy włoskich architektów wybudował tam podmiejską willę. Rezydencja była gotowa w roku 1535, stając się miejscem spotkań przedstawicieli różnych narodowości i kultur, wymiany poglądów i twórczej konfrontacji przekonań.
Obecnie w kompleksie historycznym Willa Decjusza prowadzi działalność Stowarzyszenie, w którego skład wchodzą znane osobistości ze świata nauki, gospodarki i kultury, a od 2019 roku Instytut Kultury Willa Decjusza, gminna instytucja kultury zajmująca się promocją i ochroną dziedzictwa kulturowego Miasta Krakowa.
Zmarł w 1545 roku w Krakowie, miejsce pochówku jest nieznane

## Twórczość
Jest autorem 3-tomowego dzieła O starożytności Polaków (De vetustatibus Polonorum). W utworze tym, pisanym świetną, humanistyczną łaciną, Decjusz wiąże najdawniejsze dzieje Polski z obrazem początkowych dziejów narodów Europy. Powołując się na nieistniejące dzieła bądź falsyfikaty, Alzatczyk skomponował długą listę królów sarmackich, rzekomo władców Sarmatów, od których pochodzili Polacy.
Najważniejszym jego dziełem jest Księga o czasach króla Zygmunta, będąca podstawowym źródłem historycznym o panowaniu Zygmunta I Starego do 1516 r. Opierał się w swej pracy na własnych obserwacjach, osobistych notatkach i trudnych do ustalenia źródłach obcych. Szczególny walor mają w niej opisy wojen Polski z Rosją (bitwa pod Orszą 1514) i Tatarami krymskimi (bitwa pod Łopusznem 1512), oraz Zjazdu wiedeńskiego (1515). Zawarł też w niej epizod z historii swojego rodzinnego miasta, Wissembourga, krótki zarys granic Rzeczypospolitej, zamieszkujących go różnych narodach, wyznaniach, zainteresowaniach i przywarach szlachty polskiej oraz charakterystykę postaci Zygmunta I Starego.
Przed przyszłym dziejopisarzem stawiał następujące zadania w jego pracy badawczej: trzymanie się prawdy historycznej, obiektywizm, wykorzystywanie różnych źródeł i krytyczny do nich stosunek, dbałość o formę stylistyczną i językową dzieła.

### Ważniejsze utwory
- Diarii et earum quae memoratu digna in splendidissimis... Sigismundi... et... Bonae...nuptiis gesta[8], Kraków 1518, drukarnia H. Wietor (pt. „Nuptiarum Sigismundi regis et Bonae reginae Poloniae descriptio”, Acta Tomiciana, t. 4, 1855)
- De vetustatibus Polonorum liber I; de Jagellonum familia liber II; de Sigismundi regis temporibus liber III, wyd. wraz z: Miechowita Chronica Polonorum, Kraków 1521, drukarnia H. Wietor (przedr. J. Pistoriusz Polonicae historiae corpus, t. 2, Bazylea 1582; cz. 3, powst. 1517–1521, wyd. kryt. W. Czermak, Kraków 1901, BPP nr 31), przekł. polski: całość (cz. I-III), J. Łoziński, poł. XIX w., niewydany rękopis: Ossolineum, sygn. 6118/II (dzieło historyczne: cz. I do objęcia tronu przez Władysława Jagiełłę, cz. II panowanie Jagiellonów do Aleksandra włącznie, cz. III ważne źródło do pierwszych lat panowania Zygmunta Starego po rok 1516)
- De monete cussione ratio, powst. koniec 1525, z rękopisu wraz z przekł. polskim ogł.: J. Dmochowski M. Kopernika rozprawy o monecie oraz J. L. Decjusza traktat o biciu monety, Warszawa 1926
- Sendbrief von der grossen Schlacht[9], 1527 (list do W. Weydolta w Norymberdze, Kraków, 21 lutego 1527, opisujący zwycięstwo K. Ostrogskiego nad Tatarami w 1527)
- Worumb das Geld im Lande teuer wurde, traktat powst. w 1532–1533, niewydany, rękopis Archiwum w Tybindze (z dawn. Herzogliches Briefarchiv w Królewcu, t. 4, 23, 25), mikrofilm w ośrodku mikrofilmów PAN

### Listy i materiały
- 2 listy do W. Ecka i M. Drzewickiego, Kraków, 15 lutego 1518, wyd. na początku dzieła: W. Eck Ad Sigismundum Regem... threni neglectae religionis, Kraków 1518
- Do J. Dantyszka, Kraków: 11 sierpnia 1522; 25 kwietnia 1530; 9 maja 1532; 27 marca, 10 maja i 16 sierpnia 1533; 13 kwietnia 1534; wyd. Acta Tomiciana, t. 6 (1857), t. 12 (1906), t. 14 (1952), t. 15 (1957), t. 16 cz. 1 (1960)
- Do Erazma z Rotterdamu, Kraków: 28 lutego 1528, 21 sierpnia 1534, ogł. K. Miaskowski „Erasmiana. Die Korrespondenz des Erasmus von Rotterdam mit den Polen (Beiträge und Untersuchungen). II”, Jahrbuch f. Philosophie u. Speculative Theologie, Paderborn 1901
- Do Posłów Stanów Pruskich, Gniezno, 28 kwietnia 1528, tekst polski przytacza H. Dunajewski „Mikołaj Kopernik. Studia nad myślą społeczno-ekonomiczną i działalnością gospodarczą”, Warszawa 1957, PAN Zakład Nauk Ekonomicznych. Aneksy historyczno-źródłowe, s. 414–416, nr 8
- Do Ferdynanda I, Kraków, 1 maja 1528, fragm. przytacza W. Pociecha „Królowa Bona (1494–1557). Czasy i ludzie Odrodzenia”, t. 4, poz. 1958, Poznańskie Towarzystwo Przyjaciół Nauk, Wydział Historii i Nauk Społecznych, s. 333, przypis 16, autograf: Haus-, Hof- und Staatsarchiv w Wiedniu, sygn. Polonica fasc. I (1528), f. 44–45
- Do M. Ferbera, Kraków: 1 kwietnia 1529, 8 kwietnia 1533, wyd. Acta Tomiciana, t. 11 (1901), t. 15 (1957)
- Do Z. Herbersteina, Kraków, 6 maja 1533, wydano fragm.: W. Pociecha „Królowa Bona (1494–1557). Czasy i ludzie Odrodzenia”, t. 4, poz. 1958, Poznańskie Towarzystwo Przyjaciół Nauk, Wydział Historii i Nauk Społecznych, s. 333, całość: Acta Tomiciana, t. 15 (1957)
- Do księcia Albrechta, Kraków, 27 kwietnia 1540, ogł. T. Wotschke „Johann Laski, seine Kandidatur für den Posener Bischofsstuhl und sein Reinigungseid”, Correspondenzblatt d. Vereins f. Geschichte d. Evangelischen Kirche Schlesiens 10 (1906), nr 1 i odb.
- Od Erazma z Rotterdamu, wyd. w: Epistolarum opus, Bazylea 1538; listy: Bazylea, 24 października 1523; Fryburg, 22 sierpnia 1534; wyd. K. Miaskowski „Erasmiana. Die Korrespondenz des Erasmus von Rotterdam mit den Polen (Beiträge und Untersuchungen). II”, Jahrbuch f. Philosophie u. Speculative Theologie, Paderborn 1901
- Listy z 1524–1529, 1533–1534, od: J. Dantyszka, M. Ferbera, J. Łaskiego, P. Tomickiego, Zygmunta Starego, wyd. Acta Tomiciana, t. 7–11, t. 15 (1957), t. 16, cz. 1 (1960)
- Epistola consiliariorum Prussie... de ratione restituende monete pruthenice, Gdańsk, 18 lipca 1526 (prawdopodobnie pióra M. Kopernika), fragm. przytacza H. Dunajewski „Mikołaj Kopernik. Studia nad myślą społeczno-ekonomiczną i działalnością gospodarczą”, Warszawa 1957, PAN Zakład Nauk Ekonomicznych. Aneksy historyczno-źródłowe, s. 404–405, nr 2; rękopis Biblioteka Czartoryskich nr 259, s. 93–95
- Od Zygmunta Starego, Wilno, 15 czerwca 1529, tekst polski przytacza H. Dunajewski „Mikołaj Kopernik. Studia nad myślą społeczno-ekonomiczną i działalnością gospodarczą”, Warszawa 1957, PAN Zakład Nauk Ekonomicznych. Aneksy historyczno-źródłowe, s. 417–421, nr 9
- Dokumenty różne z lat 1516–1531 (m.in. przywileje drukarskie), ogł. J. Ptaśnik „Cracovia impressorum XV et XVI saeculorum”, Lwów 1922, Monumenta Poloniae Typographica XV et XVI Saeculorum, t. 1
- Dekret królewski w sprawie zatargu między J. Decjuszem i Wawrzyńcem Międzyleskim, Kraków, 10 sierpnia 1521, wyd. W. Zakrzewski Powstanie i wzrost reformacji w Polsce 1520-1572, Lipsk 1870, s. 226–227
- Dokument królewski, poświadczający dług J. L. Decjusza względem mennicy toruńskiej, Kraków, 20 grudnia 1532, wyd. Acta Tomiciana, t. 14 (1952), s. 830–831
- Pokwitowanie pieniężne, Kraków, 12 maja 1535 (z podobizną podpisu); deklaracja podatkowa, Kraków, 4 maja 1538, wyd. T. Wierzbowski Materiały do dziejów piśmiennictwa polskiego, t. 1, Warszawa 1900
- Przywilej królewski dotyczący żupy w Olkuszu, Wilno, 20 lipca 1555, ogł. H. Łabęcki Górnictwo w Polsce, t. 2, Warszawa 1841, s. 278
- Mandat królewski dotyczący żupy ponikowskiej, Warszawa, 25 stycznia 1564, ogł. H. Łabęcki Górnictwo w Polsce, t. 2, Warszawa 1841, s. 286–287
- Listy P. Tomickiego dotyczące J. L. Decjusza do: S. Borka, Iłża, 22 czerwca 1953; rady miasta Krakowa, Bodzentyn, 8 lipca 1533; Ottae de Chodecz, Bodzentyn, 8 lipca 1533; wyd. W. Pociecha Acta Tomiciana, t. 15 (1957), nr 327, 349, 350